# Hugh Shelton
Henry Hugh Shelton, född 2 januari 1942 i Tarboro i North Carolina, är en pensionsavgången general i USA:s armé. Shelton var USA:s försvarschef från 1997 till 2001. Sedan 2010 är han styrelseordförande för Red Hat.

## Biografi
Shelton tog bachelorexamen vid North Carolina State University i textillära och erhöll officersfullmakt genom ROTC. Han tjänstgjorde två omgångar i Vietnamkriget i både infanteriet och specialförbanden. 
Som fyrstjärning general var Shelton militärbefälhavare för United States Special Operations Command (USSOCOM) från 1996 till 1997. Shelton utsågs av USA:s president Bill Clinton till försvarschef (ordförande för Joint Chiefs of Staff) 1997. Större delen av Sheltons tid som försvarschef överlappade med William Cohen som USA:s försvarsminister där samarbetet föll väl ut. Relationen blev betydligt besvärligare med Donald Rumsfeld som försvarsminister i George W. Bushs administration.
Han gav ut en självbiografi under 2010: Without Hesitation: The Odyssey of an American Warrior.